# Michelle Ferris
Michelle Ferris, född den 24 september 1976 i Warrnambool, Australien, är en australisk tävlingscyklist som tog OS-silver i tempoloppet vid olympiska sommarspelen 1996 i Atlanta och därefter OS-silver i tempoloppet vid olympiska sommarspelen 2000 i Sydney. 